# Enslavement of Beauty
Enslavement of Beauty är ett norskt melodiskt metalband bildat 1995. Debutalbumet Traces O' Red gavs ut 1999 av Voice of Wonder Records.

## Historia
Ole Alexander Myrholt (sång) och Tony Eugene Tunheim (gitarr, keyboard) bildade bandet i januari 1995. Den första demon, Devilry and Temptation, spelades in 1998 och året därpå släpptes debutalbumet Traces O' Red. På nästa album, Megalomania som kom 2001, medverkar även Asgeir Mickelson på trummor och Hans-Aage Holmen på bas. Mere Contemplations, bandets tredje album, gavs ut 2007. På detta medverkar endast ursprungsmedlemmarna, Tunheim och Myrholt, samt en kvinnlig gästvokalist, Lisa T. Johnsen.
15 januari 2009 gav bandet ut en sexspårs EP, The Perdition, på INRI Unlimited. Den mixades och mastrades av Henrik Ryösä i Studio MHQ, Luleå. En video till låten "Lush" spelades in i Bergen under våren 2008, med Sten Brian Tunheim som regissör. Den släpptes på Youtube samt på bandets Myspace 12 december 2008 
Bandets fjärde fullängdsalbum är under arbete.
Myrholt och Hans-Aage Holmen spelar även i black metal-bandet Tremor.

## Medlemmar
Nuvarande medlemmar

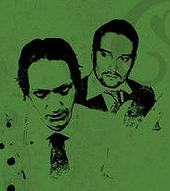
Myrholt och Tunheim, från Mere Contemplations, 2007

- Tony Eugene Tunheim – gitarr, keyboard (1995– )
- Charnel Lechery – sång

Tidigare medlemmar
- Ole Alexander Myrholt – sång (1995–?)

Gästmusiker (studio/live)
- Asgeir Mickelson – (trummor)
- Hans-Aage Holmen – (basgitarr) (även i Tremor och Gaia Epicus)
- Julie Johnsen – (sång på Megalomania)
- Lisa T. Johnsen – (sång på Mere Contemplations och The Perdition EP)
- Fred Endresen – effekter
- Cato Skivik – trummor (live) (2000–2001)

## Diskografi

### Demo
- 1998 – Devilry and Temptation

 All musik av Tony Eugene Tunheim. Texten till "Sonnet #CXLIV" är av William Shakespeare, övrig text av Ole Alexander Myrholt.
  Total speltid 20:00
  Låtlista
1. The Masquerade of Rhapsody - 3:33
2. Colleen - 1:54
3. Sonnet #CXLIV - 4:26
4. And to Temptation's Darkness Forever Abide - 5:59
5. Scarlet - 3:38

### Studioalbum
- 1999 – Traces O' Red
- 2001 – Megalomania
- 2007 – Mere Contemplations

### EP
- 2008 – The Perdition EP

  Låtlista
1. "A Kodak Kiss (intro)"
2. "I Treasure the Sadness"
3. "Lush"
4. "Severely Flawed"
5. "Mirror Souls"
6. "I Descend to Perdition"

### Samlingsalbum
- 2018 – And Still We Wither